# Gyula Polgár
Gyula Polgár (ur. 8 lutego 1912 w Kistelek, zm. 18 czerwca 1992 w Sydney) – węgierski piłkarz. Srebrny medalista MŚ 38. Długoletni zawodnik Ferencvárosi TC.
Dorosłą karierę zaczynał w Hungárii (1930) i Budai 33 (1931–1932). Piłkarzem Ferencvárosu został w 1933 i szybko stał się ważną częścią zespołu. Czterokrotnie zdobywał tytuł mistrza Węgier (1934, 1938, 1940, 1941). W 1937 triumfował w Pucharze Mitropa. W 1945 wrócił do Hungárii, teraz występującej pod nazwą MTK. Karierę zakończył w 1948 jako piłkarz AC Magenta.
W reprezentacji Węgier zagrał 26 razy (2 bramki). Debiutował w 1932, ostatni raz zagrał w 1942. Podczas MŚ 38 wystąpił w jednym spotkaniu, przegranym 2:4 finale z Włochami.
W 1956 wyemigrował do Australii i zmarł w tym kraju.